# Luton Town F.C. mùa giải 2022-23
Mùa giải 2022-23 là mùa giải thứ 137 và cũng là mùa giải thứ tư liên tiếp của Luton Town, một đội bóng có trụ sở ở Luton, Bedfordshire, Anh, thi đấu ở EFL Championship. Luton cũng sẽ thi đấu ở FA Cup và EFL Cup. Mùa giải của đội bóng sẽ diễn ra từ ngày 1 tháng 7 năm 2022 đến ngày 30 tháng 6 năm 2023.

## Đội hình
Danh sách đội hình được cập nhật vào ngày 28 tháng 7 năm 2022. 
Ghi chú: Quốc kỳ chỉ đội tuyển quốc gia được xác định rõ trong điều lệ tư cách FIFA. Các cầu thủ có thể giữ hơn một quốc tịch ngoài FIFA.
| Số | VT | Quốc gia         | Cầu thủ           |
| -- | -- | ---------------- | ----------------- |
| 1  | TM | Anh              | James Shea        |
| 2  | HV | Anh              | James Bree        |
| 3  | HV | Anh              | Dan Potts         |
| 4  | HV | Wales            | Tom Lockyer       |
| 5  | HV | Anh              | Sonny Bradley (c) |
| 6  | TV | Cộng hòa Ireland | Glen Rea          |
| 7  | TĐ | Anh              | Harry Cornick     |
| 8  | TV | Anh              | Luke Berry        |
| 9  | TĐ | Anh              | Carlton Morris    |
| 10 | TĐ | Anh              | Cauley Woodrow    |
| 11 | TĐ | Anh              | Elijah Adebayo    |
| 12 | TV | Anh              | Henri Lansbury    |
| 14 | TĐ | Tây Ban Nha      | Carlos Mendes     |
| 15 | TĐ | Zimbabwe         | Admiral Muskwe    |
| 16 | HV | Anh              | Reece Burke       |

| Số | VT | Quốc gia               | Cầu thủ        |
| -- | -- | ---------------------- | -------------- |
| 17 | TV | Cộng hòa Dân chủ Congo | Pelly Mpanzu   |
| 18 | TĐ | Anh                    | Jordan Clark   |
| 19 | TĐ | Anh                    | Dion Pereira   |
| 20 | TV | Anh                    | Louie Watson   |
| 21 | TM | Anh                    | Harry Isted    |
| 22 | TV | Scotland               | Alan Campbell  |
| 23 | TV | Nigeria                | Fred Onyedinma |
| 28 | TV | Wales                  | Elliot Thorpe  |
| 29 | HV | Jamaica                | Amari'i Bell   |
| 30 | TV | Anh                    | Luke Freeman   |
| 32 | HV | Anh                    | Gabe Osho      |
| 33 | TM | Anh                    | Matt Macey     |
| 34 | TM | Hoa Kỳ                 | Ethan Horvath  |
| 35 | TĐ | Anh                    | Cameron Jerome |
| 45 | TV | Anh                    | Alfie Doughty  |

## Giao hữu tiền mùa giải
Luton sẽ có các trận giao hữu tiền mùa giải lần lượt với Hitchin Town, Bravo, Gillingham (giao hữu kín), Northampton Town, Peterborough United và cuối cùng là West Ham United. 
| Ngày      | Đối thủ             | H / A | Kết quả F–A | Ghi bàn                            | Khán giả | Thứ hạng |
| --------- | ------------------- | ----- | ----------- | ---------------------------------- | -------- | -------- |
| 1/7/2022  | Hitchin Town        | A     | 3-0         | Potts 26', Jerome 39', Woodrow 47' | 2,213    | Giao hữu |
| 8/7/2022  | Bravo               | N     | 2-1         | Pereira 91', Cornick 112'          |          | Giao hữu |
| 13/7/2022 | Gillingham          | H     | 2-0         | Jerome 21' (ph.đ.), 29'            | [ a ]    | Giao hữu |
| 16/7/2022 | Northampton Town    | A     | 2-1         | Adebayo 54', Potts 56'             |          | Giao hữu |
| 20/7/2022 | Peterborough United | A     | 2-0         | Woodrow 27', Cornick 82'           |          | Giao hữu |
| 23/7/2022 | West Ham United     | H     | 1-1         | Bradley 90'                        | 7,010    | Giao hữu |

## Các giải đấu

### Kết quả chung
| Giải đấu     | Trận đấu đầu tiên | Trận đấu cuối cùng | Vòng đấu mở màn | Vị trí chung cuộc | Thành tích | Thành tích | Thành tích | Thành tích | Thành tích | Thành tích | Thành tích | Thành tích |
| Giải đấu     | Trận đấu đầu tiên | Trận đấu cuối cùng | Vòng đấu mở màn | Vị trí chung cuộc | ST         | T          | H          | B          | BT         | BB         | HS         | % thắng    |
| ------------ | ----------------- | ------------------ | --------------- | ----------------- | ---------- | ---------- | ---------- | ---------- | ---------- | ---------- | ---------- | ---------- |
| Championship | 30 tháng 7, 2022  | 6 tháng 5, 2023    | Vòng 1          | -                 | 5          | 1          | 2          | 2          | 3          | 4          | −1         | 020,00     |
| Cúp FA       | TBC               | TBC                | Vòng 3          | -                 | 0          | 0          | 0          | 0          | 0          | 0          | +0         | —          |
| Cúp EFL      | 10 tháng 8, 2022  | 10 tháng 8, 2022   | Vòng 1          | Vòng 1            | 1          | 0          | 0          | 1          | 2          | 3          | −1         | 000,00     |
| Tổng cộng    | Tổng cộng         | Tổng cộng          | Tổng cộng       | Tổng cộng         | 6          | 1          | 2          | 3          | 5          | 7          | −2         | 016,67     |

Cập nhật lần cuối: 14 tháng 8 năm 2022
Nguồn: Soccerway

### EFL Championship

#### Bảng xếp hạng
| VT | Đội                  | ST | T  | H  | B  | BT | BB | HS  | Đ   | Thăng hạng, giành quyền tham dự hoặc xuống hạng |
| -- | -------------------- | -- | -- | -- | -- | -- | -- | --- | --- | ----------------------------------------------- |
| 1  | Burnley (C, P)       | 46 | 29 | 14 | 3  | 87 | 35 | +52 | 101 | Thăng hạng lên Giải bóng đá Ngoại hạng Anh      |
| 2  | Sheffield United (P) | 46 | 28 | 7  | 11 | 73 | 39 | +34 | 91  | Thăng hạng lên Giải bóng đá Ngoại hạng Anh      |
| 3  | Luton Town (O, P)    | 46 | 21 | 17 | 8  | 57 | 39 | +18 | 80  | Vào vòng play-off thăng hạng                    |
| 4  | Middlesbrough        | 46 | 22 | 9  | 15 | 84 | 56 | +28 | 75  | Vào vòng play-off thăng hạng                    |
| 5  | Coventry City        | 46 | 18 | 16 | 12 | 58 | 46 | +12 | 70  | Vào vòng play-off thăng hạng                    |
| 6  | Sunderland           | 46 | 18 | 15 | 13 | 68 | 55 | +13 | 69  | Vào vòng play-off thăng hạng                    |
| 7  | Blackburn Rovers     | 46 | 20 | 9  | 17 | 52 | 54 | −2  | 69  |                                                 |
| 8  | Millwall             | 46 | 19 | 11 | 16 | 57 | 50 | +7  | 68  |                                                 |

#### Kết quả tổng hợp
| Tổng thể | Tổng thể | Tổng thể | Tổng thể | Tổng thể | Tổng thể | Tổng thể | Tổng thể | Sân nhà | Sân nhà | Sân nhà | Sân nhà | Sân nhà | Sân nhà | Sân khách | Sân khách | Sân khách | Sân khách | Sân khách | Sân khách |
| ST       | T        | H        | B        | BT       | BB       | HS       | Đ        | T       | H       | B       | BT      | BB      | HS      | T         | H         | B         | BT        | BB        | HS        |
| -------- | -------- | -------- | -------- | -------- | -------- | -------- | -------- | ------- | ------- | ------- | ------- | ------- | ------- | --------- | --------- | --------- | --------- | --------- | --------- |
| 5        | 1        | 2        | 2        | 3        | 4        | −1       | 5        | 0       | 1       | 1       | 0       | 1       | −1      | 1         | 1         | 1         | 3         | 3         | 0         |

Cập nhật lần cuối: 20 tháng 8 năm 2022.

Nguồn: [Soccerway]

#### Kết quả theo vòng đấu
| Vòng    | 1 | 2 | 3 | 4 | 5 |
| ------- | - | - | - | - | - |
| Sân     | H | A | H | A | A |
| Kết quả | D | D | L | L | W |
| Điểm số | 1 | 2 | 2 | 2 | 5 |

#### Các trận đấu
Lịch thi đấu được công bố vào ngày 23 tháng 6 năm 2022, và có thể sẽ được điều chỉnh trong mùa giải tuỳ vào tình hình thực tế. 
| Ngày      | Đối thủ         | H / A | Kết quả F–A | Ghi bàn  | Khán giả |
| --------- | --------------- | ----- | ----------- | -------- | -------- |
| 30/7/2022 | Birmingham City | H     | 0-0         |          | 9,921    |
| 6/8/2022  | Burnley         | A     | 1-1         | Potts 5' | 19,628   |
| 13/8/2022 | Preston         | H     | 0-1         |          | 9,740    |

### EFL Cup
Luton sẽ bắt đầu chiến dịch EFL Cup từ vòng 1, đội bóng sẽ đối đầu với Newport County trên sân nhà ở vòng đấu đầu tiên. 
| Ngày      | Đối thủ        | H / A | Kết quả F–A | Ghi bàn                  | Khán giả | Thứ hạng |
| --------- | -------------- | ----- | ----------- | ------------------------ | -------- | -------- |
| 10/8/2022 | Newport County | H     | 2-3         | Mendes 30' · Lockyer 50' | 3,827    | Vòng 1   |